# 球子蕨
球子蕨（学名：Onoclea sensibilis）为球子蕨科球子蕨属下的一个种。